# تیغ سیاه (بازی ویدئویی)
تیغ سیاه (به انگلیسی: Blackthorne) یا خار سیاه (که با عنوان Blackhawk در برخی از کشورهای اروپایی منتشر شد) یک بازی ویدیویی سکوبازی است که توسط بلیزارد انترتینمنت ساخته شده‌است و در سال ۱۹۹۴ برای سوپر نینتندو و داس منتشر شد. سال بعد، Blackthorne برای Sega 32X با محتوای اضافی منتشر شد. در سال ۲۰۱۳، بلیزارد این بازی را به صورت رایگان برای رایانه شخصی ذر بتل.نت منتشر کرد.

## طرح
Blackthorne در سیاره Tuul قرار گرفته‌است که قرن هاست و بدون اطلاع بشر وجود داشته‌است. در تمام این مدت، مردم توول توسط یک شمن اداره می‌شد که «از همه دانشها برخوردار بود». سالها قبل از شروع بازی، توروس، آخرین حاکم ، انتخاب بین دو پسرش را به عنوان حاکم بعدی تقریباً غیرممکن می‌داند. با اعتقاد به اینکه این معضل را حل می‌کند، آنها را به بیابان‌ها هدایت می‌کند و خودش را می‌کشد. بدن او دو سنگ روشن و تاریک می‌شود و او به هر پسر یک سنگ می‌دهد تا به ترتیب بر پادشاهی‌های خود حکومت کند. مردم سنگ سبک پادشاهی آندروت را تشکیل می‌دهند، و مردم سنگ تاریک کاودراعسول را تشکیل می‌دهند. اما در حالی که آندروت به سنگ آنها احترام می‌گذارد، کادرائوسول سنگ آنها را رد می‌کند و سرانجام توسط آن به هیولا تبدیل می‌شود. در این زمان، کادری به نام Sarlac قدرت را به دست می‌گیرد. او ارتش تشکیل می‌دهد و آنها را علیه آندروت هدایت می‌کند. حاکم آندروت، پادشاه ولاروس، با آگاهی از عذاب مردم خود، با کمک جادوگر آندروتی Galadril، پسرش کایل را برای نجات جان خود به زمین می فرستد. Vlaros همچنین برای نگهداری ایمن سنگ سبکی به کایل می‌بخشد.

## بازتاب‌ها
| گردآورنده  | امتیاز      |
| ---------- | ----------- |
| گیم‌رنکینگز | GBA: 69%    |
| متاکریتیک  | GBA: 67/100 |

| ناشر                    | امتیاز   |
| ----------------------- | -------- |
| کامپیوتر گیمینگ ورلد    | [ ۷ ]    |
| الکترونیک گیمینگ مانثلی | 8/10     |
| گیم‌اسپات                | 7/10     |
| آی‌جی‌ان                  | 7.5      |
| نکست جنریشن             | DOS/MAC: |

الکترونیک گیمینگ مانثلی جایزه «بازی ماه» خود را به نسخه SNES اهدا کرد و از لحن تیره آن، انیمیشن شگفت‌آور روان، گیم پلی پیچیده و هوشمندانه و توانایی کشتن زندانیان پس از دریافت اطلاعات از آنها، ستایش کرد. گیم‌پرو نسخه SNES را بررسی مثبت کرد و آن را «فلش بک با خردمندانه» خواند. آنها به ویژه از گرافیک دقیق آن و تأکید بیشتر آن در عمل برای حل معما در مقایسه با بازی‌های مشابه تعریف و تمجید کردند. آنها نسخه 32X را نیز مورد بررسی مثبت قرار دادند و اظهار داشتند: «Blackthorne با انجام یک اصلاح اساسی گرافیکی، مکانهایی را که بسیاری از تبدیل‌های ۱۶ بیتی در کتابخانه 32X دست و پا می زنند، ارائه می‌دهد.»

یک بازرسان برای نسل بعدی Blackthorne را با اشاره به گیم پلی قابل دسترسی و هوشمند، انیمیشن روان و "احساس تاریک بازی"، "یکی از بهترین بازی‌های سبک بازی که [PC] تاکنون دیده‌است" نامید. نسل بعدی ضمن اشاره به اینکه این بازی بیش از دو سال از زمان انتشار آن برای مکینتاش گذشته بود، با بررسی مثبت این نسخه نیز نتیجه گرفت که "حداقل Blackthorne یکی از بهترین و تنها بازی‌های اکشن است. در سال گذشته برای مکینتاش بیرون بیایید. " 